# Fallen Astronaut

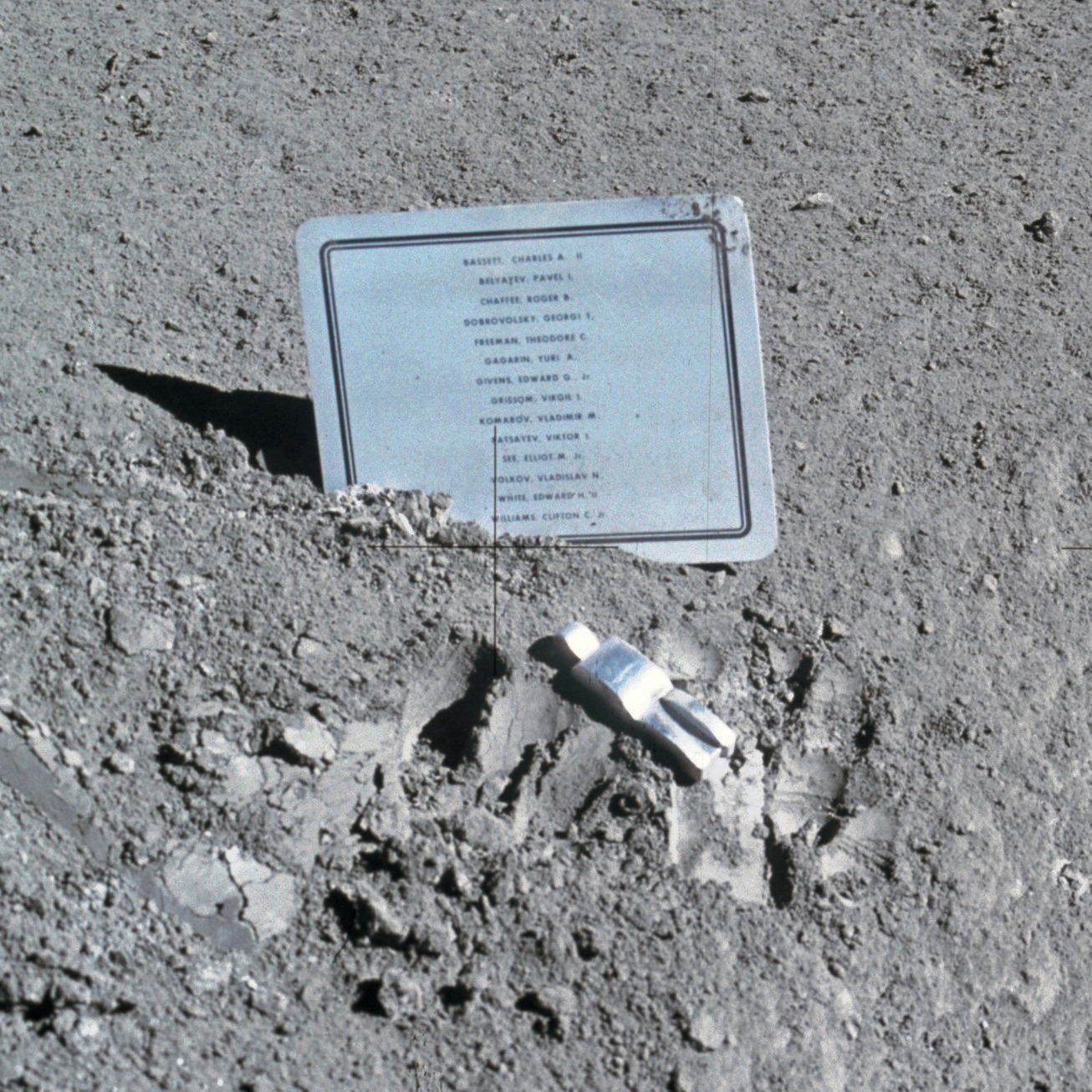
Fallen Astronaut.

Fallen Astronaut är ett minnesmärke skapat av den belgiska konstnären Paul Van Hoeydonck som är placerat på bergsmassivet Mons Hadley på Månen. Skulpturen, som är 8,5 cm hög, föreställer en rymdfarare i rymddräkt. På en plakett nämns 14 förolyckade rymdfarare. Det utgör tillsammans med Moon Museum de enda kända konstverken på Månen. Det placerades där av Apollo 15:s besättning den 1 augusti 1971. En kopia finns på Smithsonian Institution.
Det ursprungliga konstverket var ingjutet i blåtonad akrylplast men NASA tillät inte brännbart material ombord på Apollofarkosten. Konstverket återskapades av konstnären femtio år senare i en begränsad upplaga.